# Kolonia Róża Wielka
Kolonia Róża Wielka – nieoficjalna kolonia wsi Róża Wielka w Polsce położona w województwie wielkopolskim, w powiecie pilskim, w gminie Szydłowo.
Miejscowość wchodzi w skład sołectwa Róża Wielka.
W latach 1975–1998 miejscowość należała administracyjnie do województwa pilskiego.